# Consequences (musikalbum av Consequences)
Consequences är det självbetitlade debutalbumet från det svenska rock/pop-bandet Consequences. Skivan kom ut 2006 på bolaget Bow Music.

## Låtlista
1. Parasite (Musik: Mattias Areskog. Text: Mattias Areskog, Jonas Heijkenskjöld)
2. Release me from love (Musik: Mattias Areskog. Text: Mattias Areskog, Jonas Heijkenskjöld)
3. Maybe I was wrong (Musik: Mattias Areskog, Richard Ankers, Åsa Jacobsson. Text: Mattias Areskog, Jonas Heijkenskjöld)
4. I do it all for love (Musik: Mattias Areskog. Text: Mattias Areskog, Jonas Heijkenskjöld)
5. Birds are singing (Musik: Mattias Areskog. Text: Mattias Areskog, Jonas Heijkenskjöld)
6. Pieces (Musik och text: Jonas Heijkenskjöld)
7. Wasted under the stars (Musik: Mattias Areskog. Text: Mattias Areskog, Jonas Heijkenskjöld)
8. Some kind of magic (Text och musik: Mattias Areskog)
9. Come on (Musik: Mattias Areskog. Text: Mattias Areskog, Jonas Heijkenskjöld)
10. Not coming home (Musik och text: Jonas Heijkenskjöld)